# Lomnița, Kiustendil
Lomnița (în bulgară Ломница) este un sat în comuna Kiustendil, regiunea Kiustendil,  Bulgaria. 

## Demografie
Componența etnică a satului Lomnița
     Bulgari (85,71%)
     Nicio identificare (14,28%)
     Altele (0%)
La recensământul din 2011, populația satului Lomnița era de 7 locuitori. Din punct de vedere etnic, majoritatea locuitorilor (85,71%) erau bulgari. Pentru 14,28% din locuitori nu este cunoscută apartenența etnică.